# 우크라이나 음악
우크라이나 음악은 서양 및 동양 음악 문명에서 발견되는 음악의 다양하고 다양한 구성 요소를 다루고 있다. 또한 현대 우크라이나 주변 지역에서 사용된 요소를 지닌 매우 강력한 토착 슬라브족 및 기독교적 독특성을 가지고 있다.
우크라이나는 또한 18세기 중반에 문을 열어 수많은 초기 음악가와 작곡가를 배출한 최초의 전문 음악 아카데미의 본거지인 구 러시아 제국의 음악적 중심지이기도 하다.
현대 우크라이나는 이전에 소련의 일부였던 흑해 북쪽에 위치하고 있다. 우크라이나에 거주하는 몇몇 소수민족은 그들만의 독특한 음악 전통을 가지고 있으며, 일부는 그들이 살고 있는 땅과 관련하여 특정한 음악 전통을 발전시켜 왔다.

## 같이 보기
- 반두라